# Liste der Monuments historiques in Genouillé (Charente-Maritime)
Die Liste der Monuments historiques in Genouillé (Charente-Maritime) führt die Monuments historiques in der französischen Gemeinde Genouillé auf.

## Liste der Bauwerke
| Bezeichnung       | Beschreibung              | Standort | Kennzeichnung | Schutzstatus | Datum | Bild           |
| ----------------- | ------------------------- | -------- | ------------- | ------------ | ----- | -------------- |
| Kirche Notre-Dame | Erbaut im 12. Jahrhundert | (Lage)   | PA00104698    | Classé       | 1913  | weitere Bilder |

## Liste der Objekte
Zum Verständnis siehe: Kirchenausstattung

### Kirche Notre-Dame
| Bezeichnung                  | Beschreibung                                                              | Standort | Kennzeichnung | Schutzstatus | Datum | Bild |
| ---------------------------- | ------------------------------------------------------------------------- | -------- | ------------- | ------------ | ----- | ---- |
| Glocke                       | Bronze, 1767 gegossen                                                     | (Lage)   | PM17000144    | Classé       | 1942  |      |
| Sechs Kandelaber             | Teil der Altarausstattung; Goldschmiedearbeit, 18. Jahrhundert            | (Lage)   | PM17000676    | Classé       | 1972  |      |
| Trauerband (Litre funéraire) | Wandmalerei, 1785                                                         | (Lage)   | PM17000143    | Classé       | 1913  |      |
| Altar                        | Altar mit Tabernakel; Holz, farbig gefasst und vergoldet, 18. Jahrhundert | (Lage)   | PM17000145    | Classé       | 1972  |      |